# Charvieu-Chavagneux
 Charvieu-Chavagneux  es una población y comuna francesa, en la región de Ródano-Alpes, departamento de Isère, en el distrito de Vienne y cantón de Pont-de-Chéruy.

## Demografía
| 3045 | 3691 | 6470 | 6804 | 8126 | 7889 |
| Para los censos de 1962 a 1999 la población legal corresponde a la población sin duplicidades (Fuente: INSEE [Consultar]) |      |      |      |      |      |